# Celle-Lévescault
Celle-Lévescault là một xã, tọa lạc ở tỉnh Vienne trong vùng Nouvelle-Aquitaine, Pháp. Xã này có diện tích 42,67 km², dân số năm 2006 là 1256 người. Xã nằm ở khu vực có độ cao trung bình 140 m trên mực nước biển.
Dân địa phương danh xưng tiếng Pháp là Célestins.

## Biến động dân số
| Năm | 1962 | 1968 | 1975 | 1982  | 1990  | 1999  | 2006  |
| --- | ---- | ---- | ---- | ----- | ----- | ----- | ----- |
| Dân số | 902  | 992  | 879  | 1 035 | 1 078 | 1 060 | 1 256 |
| From the year 1962 on: No double counting—residents of multiple communes (e.g. students and military personnel) are counted only once. |      |      |      |       |       |       |       |